# نفل ملون الأسدية
النفل ملون الأسدية (باللاتينية: Trifolium dichroanthum) نوع نباتي من جنس النفل من الفصيلة البقولية.

## الموئل والانتشار
موطنه الأصلي بلاد الشام وسيناء.